# Arno van Zijl
Arno van Zijl (ur. 25 kwietnia 2002) – południowoafrykański zapaśnik walczący w stylu wolnym. Zajął ósme miejsce na igrzyskach wspólnoty narodów w 2022. Brązowy medalista mistrzostw Afryki w 2022. Wygrał mistrzostwa Afryki juniorów w 2020 roku.